# Komin Stanisławskiego (Wołowy Grzbiet)

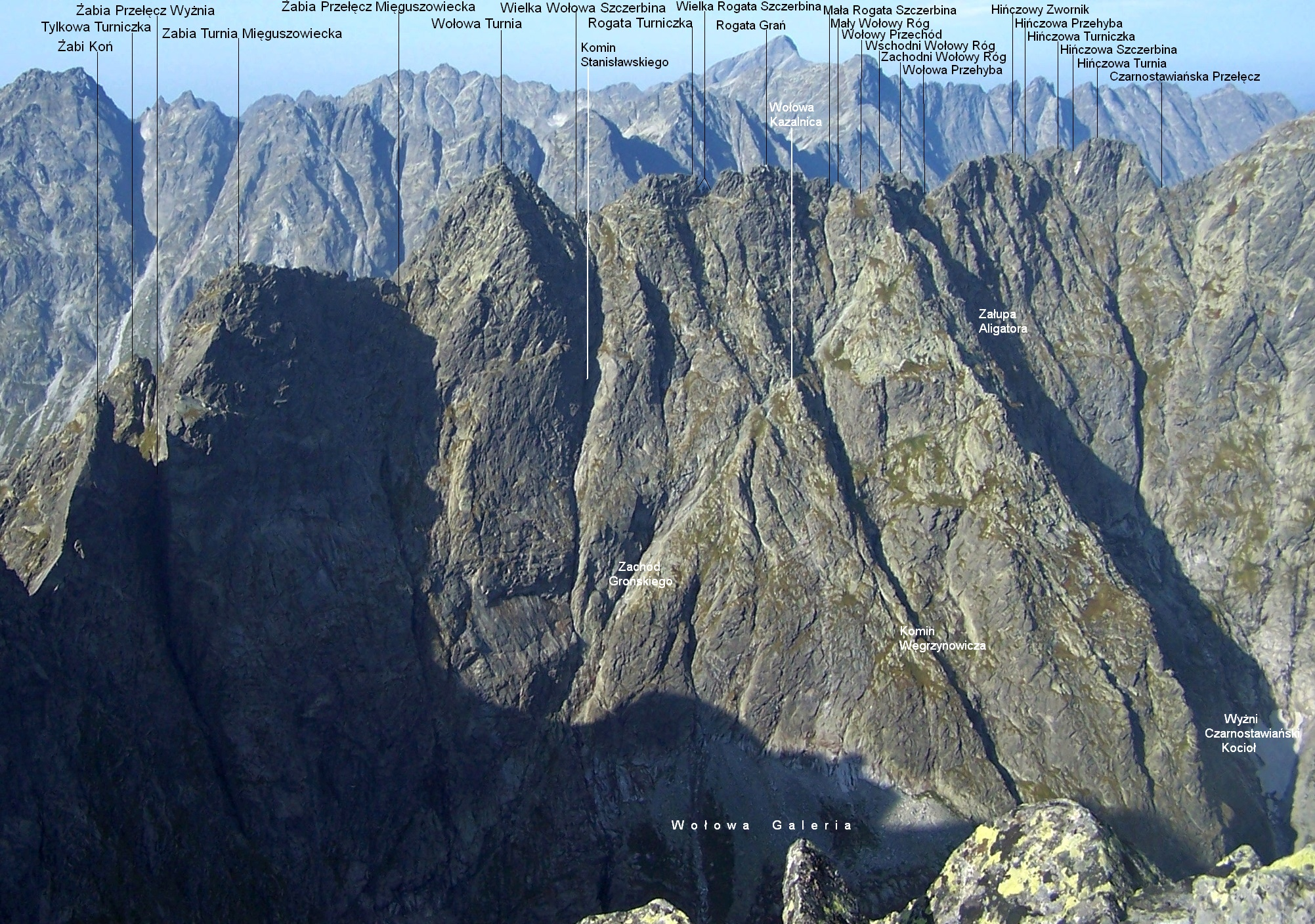

Komin Stanisławskiego (słow. Stanisławského komín) – wielki komin na północnej ścianie Wołowego Grzbietu (Volí chrbát) w polskich Tatrach Wysokich. Opada spod Wielkiej Wołowej Szczerbiny (Veľká volia štrbina) do Zachodu Grońskiego w miejscu, w którym  ma on postać żlebu, o korycie od prawej (patrząc od dołu) strony ograniczonym skalistą grzędą. Poniżej zachodu na wysokości około 50 m komin zanika. Na tym odcinku ściany zbudowane są z gładkich płyt. Niżej komin znów się pojawia. Jego dolna część o wysokości około 70 m jest głęboko wcięta i uchodzi na piargi Wielkiego Wołowego Żlebu.  Przez większą część roku piargi te przykryte są śniegiem.
Górną częścią komina (powyżej Zachodu Grońskiego) prowadzi Droga Stanisławskiego (V w skali UIAA, czas przejścia 4 godz.). Pierwsze przejście (z ominięciem górnej części komina): Zbigniew Gieysztor i Wiesław Stanisławski 3 września 1929 r. Ci sami, oraz Stefan Bernadzikiewcz 5 września tego samego roku przeszli górną część komina. Pierwsze przejście całości (klasycznie): Wilhelm Brach i  Tadeusz Orłowski we wrześniu 1942 r. W. Stanisławski podał bardzo szczegółowy opis przejścia kominem. Cytuje go Władysław Cywiński w 12 tomie przewodnika Tatry.
Dolna część Komina Stanisławskiego jest dziewicza – do 2006 r. brak przejść.